# Dalea melantha
Dalea melantha är en ärtväxtart som beskrevs av Sebastian Schauer. Dalea melantha ingår i släktet Dalea, och familjen ärtväxter. IUCN kategoriserar arten globalt som livskraftig.

## Underarter
Arten delas in i följande underarter:
- D. m. berlandieri
- D. m. cineracea
- D. m. melantha
- D. m. pubens